# Mama Casset
Pour les articles homonymes, voir Casset.
Mama Casset, né en 1908 à Saint-Louis du Sénégal et mort à Dakar en 1992, est l'un des précurseurs de la photographie au Sénégal.

## Biographie
Mama Casset naît dans une famille aisée de Saint-Louis du Sénégal. En 1918, sa famille s'installe à Dakar. À l'âge de 12 ans, il devient l'assistant d'un ami de son père, le photographe français Oscar Lataque. Il a l'occasion de s'engager dans l'armée de l'air française et y réalise des photos aériennes ainsi que des reportages en Afrique francophone. Revenu à la vie civile après la Deuxième Guerre mondiale, Mama Casset ouvre son studio African Photo dans la médina de Dakar. Ses portraits réalisés uniquement avec des Leica et en noir et blanc, tant de la bourgeoisie que des gens ordinaires, rencontrent un grand succès. Il perd la vue dans les années 1980, cesse alors son activité et meurt en 1992.
Toutes ses archives ont été détruites lors de l'incendie de son laboratoire en 1984.
Salla Casset, son jeune frère, a suivi son exemple.

## Citation
« Je ne peux que regretter la mort de la photographie dont l'acte de décès a été signé par l'avènement de la couleur et des laboratoires automatiques ».